# Blastobasis triangularis
Blastobasis triangularis é uma espécie de mariposa do gênero Blastobasis pertencente à família Coleophoridae.